# خطوط جنوب إفريقيا الجوية الرحلة 201
خطوط جنوب إفريقيا الجوية الرحلة 201 طائرة دي هافيلاند كومت كانت تحمل علي متنها 14 راكبا و7 من أفراد الطاقم في رحلة طيران من لندن إلى جوهانسبرغ عبر روما والقاهرة في 8 أبريل 1954 يقودها الكابتن ويليام موستيرت وتم فحص الطائرة من قبل المهندسين ومن بينهم جيري بول وبعد 33 دقيقة من الإقلاع أنفجرت الطائرة عندما أنفصل سطح مقدمة هيكل الطائرة بين حجرة الركاب وقمرة القيادة أولا ثم قام أحد المقاعد بتدمير جناح الذيل الأيسر وبعدها إنفصل الذيل والمحركات وأطراف الجناحين الخلفي والخارجي وبعدها قمرة القيادة وأشتعل الوقود في الجو وتحطمت بالقرب من بركان سترومبولي وجزيرة نابولي وكان رئات الضحايا إنفجرت كالبالون وتحطمت جماجمهم وحصلت الحادثة بعد شهرين و28 يوما من الحادثة من حادثة الخطوط الجوية البريطانية لما وراء البحار الرحلة 781.

## أرنولد هول
أشترك عالم الطيران البريطاني أرنولد هول وفريقه في متحف آراء الطيران البريطاني في التحقيق بعد الحادثتين من أمر زعيم حزب المحافظين ونستون تشرشل وصمم العديد من التجارب العلمية من بينها تجربة تحمل طائرة الكوميت الضغط وتجربة انفجار الضغط في طائرة الكوميت لمدة 7 أشهر وأكتشف أن انفجار الضغط بلغ 70% أي أكثر بنسبة 40% من سطح الطائرة وثبتت دعائم النوافذ بمسامير البرشام ولم تصلق بالغراء وتم دقها في المعدن وسبب ضغط عالي مما أدي إلى الشقوق ثم إلى التحطم.